# Império do Divino Espírito Santo da Prainha de Baixo

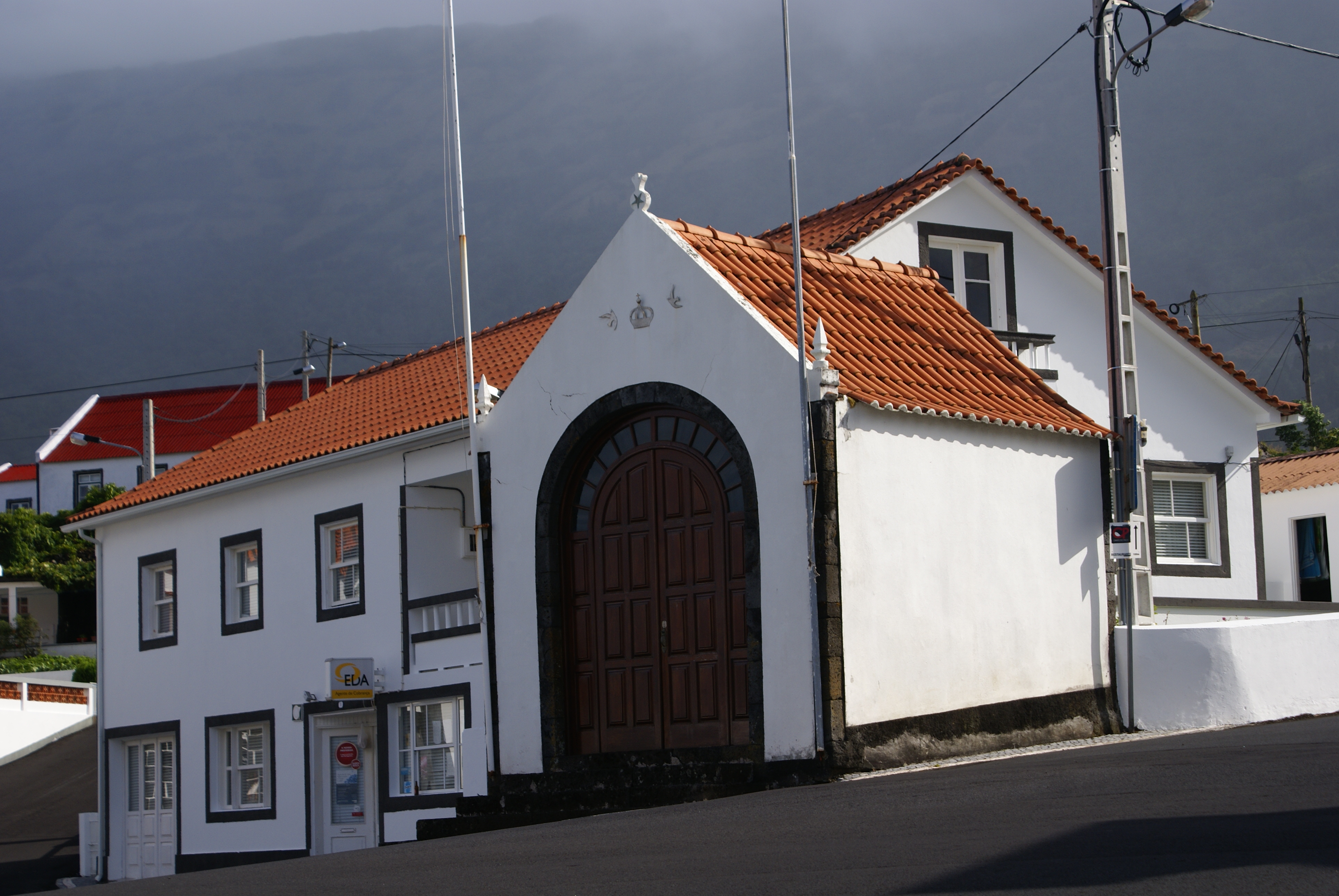
DESCREVER A FOTO.

O Império do Divino Espírito Santo da Prainha de Baixo é um Império do Espírito Santo português que se localiza no lugar da Prainha de Baixo, freguesia da Prainha, concelho de São Roque do Pico, ilha do Pico, arquipélago dos Açores.